# Hydrophis cantoris
Espèce
Synonymes
- Microcephalophis cantoris (Günther, 1864)
- Distira gillespiae Boulenger, 1899

Statut de conservation UICN

 DD  : Données insuffisantes
Hydrophis cantoris ou Hydrophide de Cantor est une espèce de serpents marins de la famille des Elapidae.

## Répartition
Cette espèce se rencontre dans le nord de l'océan Indien dans les eaux du Pakistan, de l'Inde, de la Birmanie, de la Thaïlande et de la Malaisie.
Elle s'observe sur les fonds sableux et vaseux jusqu'à une profondeur de 25 m.

## Description
L'hydrophide de Cantor est un grand serpent marin rare mesurant de 1,10 m à 1,90 m. Son corps est très fin, brun-vert avec des barres sombres sur le dos. Ses flancs et son ventre sont jaune-blanc.
Il est souvent confondu avec Hydrophis gracilis.
Il se nourrit d'anguilles de jardin, de murènes et de crustacés.

## Étymologie
Cette espèce est nommée en l'honneur de Theodore Edward Cantor.

## Publication originale
- Günther, 1864 : The reptiles of British India. London, Taylor & Francis, p. 1-452 (texte intégral).